# قره‌بلاغ سفلی
قره‌بلاغ سفلی، روستایی از توابع بخش کشاورز شهرستان شاهین‌دژ در استان آذربایجان غربی ایران است.
زبان گفتاری مردم کردی چهاردولی و ترکی آذربایجانی می‌باشد.

## جمعیت
این روستا در دهستان کشاور قرار دارد و براساس سرشماری مرکز آمار ایران در سال ۱۳۸۵، جمعیت آن ۵۱ نفر (۱۳ خانوار) بوده‌است.